# Vishuddha
Vishuddha je peta glavna čakra prema tradiciji joge i hinduizma. 
Predstavlja grkljansko središte, a zove se još i vratna čakra.
U prijevodu, Vishuddha znači čistiti.

## Opis
Vishuddha simbolizira čistu svjesnost i kreativnost. Na psihičkoj razini ona upravlja izrazom, insipracijom, govorom i vještinama govora, percepcijom modela praoblika.
Smještena je kod cervikalnog dijela kralješnice, u području grkljana. Središte je zvuka i riječi. 
Vishuddha povezuje čakra glave sa srčanim središtem, na taj način je odgovorna za ravnotežu osjećaja i intelekta. Važna je za pravilno izražavanje i iznošenje unutrašnjeg svijeta bez iskrivljavanja, ravnotežno iznošenje osjećaja i intelekta. 

Povezana je s učenjem i koncentracijom.

Kad je Vishuddha čakra otvorena, negativna iskustva se transformiraju u mudrosti i učenje.

Pretjerano aktivna vratna čakra može uzrokovati manipuliranje i igre moći, a nedovoljna aktivnost vodi kompleksima i strahu od sukoba, sramežljivost.
Na fizičkom planu se očituju svi problemi s vratom i grlom kao i upale uha. Problemi štitnjače mogu biti uzrok Vishuddha čakre, kao i gušavost, bolesti zuba i zubnog mesa.

## Simbolizam
Vishuddha čakra povezana je sa sljedećim elementima:
- Bogovi: Sakini, Sadašiva
- Element: eter (Akasha)
- Boja: svijetloplava
- Mantra: HAM
- Životinje: slon, bijeli slon
- Dijelovi tijela: štitna žlijezda, uši, vrat, grkljan, ramena, čeljust
- Simbol: Krug

## Vježbe
U Kundalini jogi, Vishuddha čakra se može otvoriti i uravnotežiti vježbama asana (položaji na ramenima), pranayama, jalandhara bandha, kechari mudra (istezanje jezika)

## Druge usporedbe
U endokrinom sustavu Vishuddha je povezana sa štitnom žlijezda koja izlučuje hormone tiroksin i trijodtironin, važne elemente u rastu i sazrijevanju kao i u održavanju bazalnog metabolizma
U Kabali se Vishuddha povezuje s Da'at gdje su u ravnoteži mudrost i razumijevanje. 
Isto tako i s Chesed i Geburah, milosrđe i snaga.

## Alternativna imena
- Tantra: Akasha, Dwyashtapatrambuja, Kantha, Kanthadesha, Kanthambhoja, Kanthambuja, Kanthapankaja, Nirmala-Padma, Shodasha, Shodasha-Dala, Shodasha-Patra, Shodashara, Shodashollasa-Dala, Vishuddha, Vishuddhi
- Vede: Kantha Chakra, Vishuddha, Vishuddhi

## Vanjske poveznice
- Vishuddha čakra na adishakti.org
- Vishuddha čakra - položaj  Arhivirana inačica izvorne stranice od 17. rujna 2007. (Wayback Machine)
- Anahata čakra na Kheper.net  Arhivirana inačica izvorne stranice od 30. travnja 2020. (Wayback Machine)